# 13097 Lamoraal
A 13097 Lamoraal (ideiglenes jelöléssel 1993 BU7) a Naprendszer kisbolygóövében található aszteroida. Eric Walter Elst fedezte fel 1993. január 23-án.